# 慶應義塾ニューヨーク学院
慶應義塾ニューヨーク学院（けいおうぎじゅくニューヨークがくいん、英語: Keio Academy of New York）は、米国ニューヨーク州ウェストチェスター郡にある私立高等学校。

## 概要
1990年（平成2年）、ニューヨーク市北部近郊のウェストチェスター郡に開校。当時はバブル経済下でニューヨーク周辺での在留邦人が増加し、ウェストチェスター郡は日本人駐在員やその家族が多く居住していたため、当時の慶應義塾長石川忠雄がその要望に応える形で、その子女を対象として開校した。
開校当時は、21世紀の国際社会でにおいてリーダーシップを発揮できる人材の育成を目標としており、バイリンガル、バイカルチュラルな教育を標榜している。
日本の高等学校に相当する在外教育施設であり、米国ニューヨーク州教育委員会より正式な私立高等学校としての認可を受けている。そのため、卒業すると日米両国の高卒の学歴を取得できる。慶應義塾の一貫教育校の一つであり、卒業すれば全員が連携する慶應義塾大学へ進学できる。学部の選択は自由であるが、在学中の成績や出席状況等を考慮した上で決定される。
また、慶應義塾ニューヨーク学院の入学者の中には、慶應義塾が設置、運営する慶應の各中学校（慶應義塾普通部、慶應義塾中等部）からの内部進学者もいる。現在では、国籍や居住地に関係なく、所定の学年を修了していれば出願を認められるようになっている。
第9学年から第12学年までの男女共学の4年制高等学校である。ニューヨーク州に認可された米国の高等学校としてニューヨーク州私立学校連盟 (NYSAIS) にも加盟している。また日本の在外教育施設に指定されており、卒業すれば日米両国の高卒の学歴を取得できる。

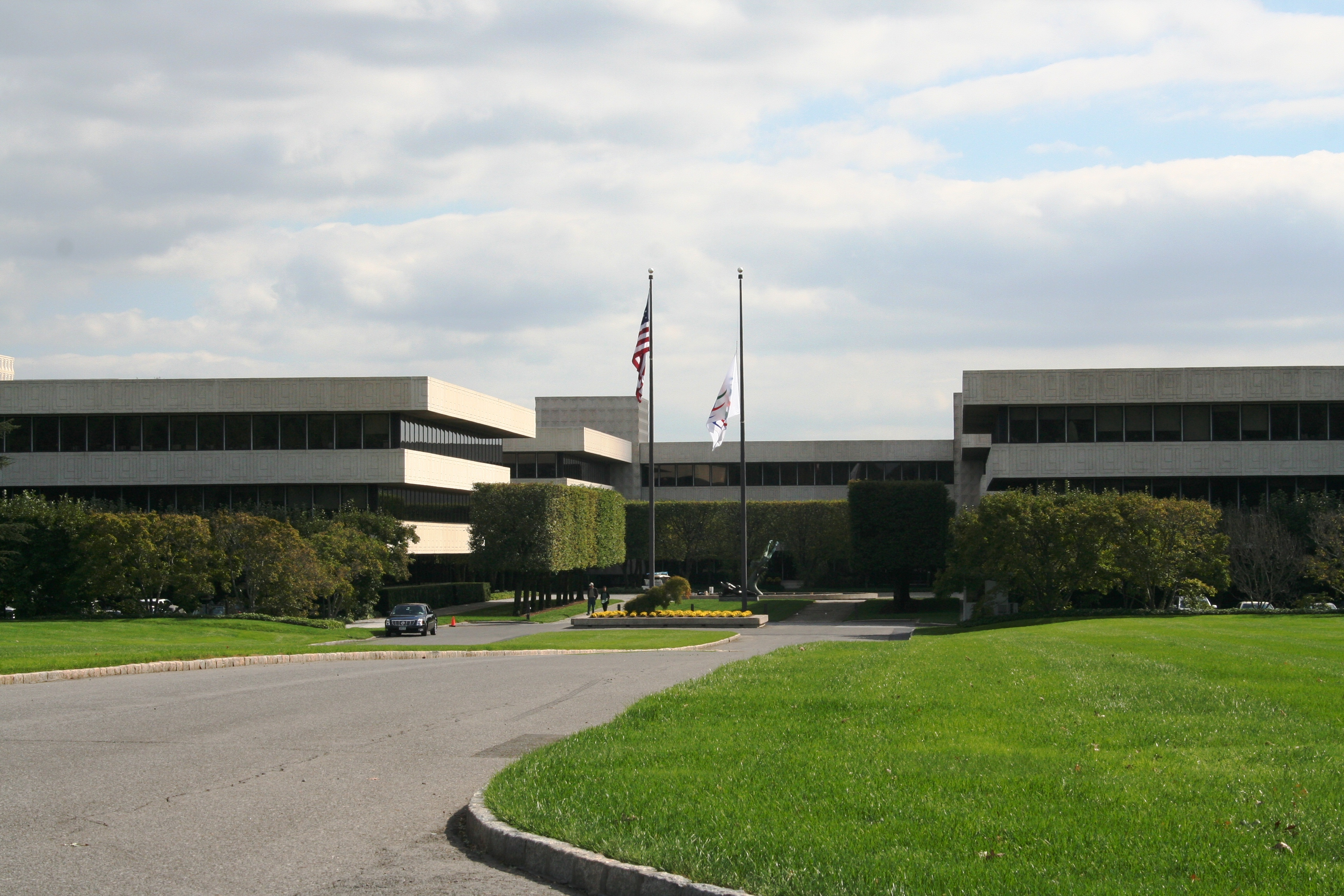
ニューヨーク学院の所在地、ウエストチェスター郡パーチェスにあるペプシコ本社

学校のキャンパスは、約110,000m2の面積を有し、周囲には野生のリスやスカンク、鹿などが生息する豊かな自然が残されている。
慶應義塾ニューヨーク学院の学院長はラルフ・タウンゼント博士（英語)が2019年8月から務めた後、同学院理事長の土屋大洋（慶應義塾常任理事）の兼任を経て、2022年1月から慶應義塾大学名誉教授の巽孝之が務めている

## 入学・進路

### 出願資格
現在では、所定の学年を修了していれば、国籍や居住地に関係なく、出願を認められている。
2000年（平成12年）まで、出願資格は在外日本人の子女、海外留学者、または外国人に限られていたが、志願者の減少に伴い上記のように変更された。

### 入学試験
入学試験は、一次の書類、二次の60分間の英語、数学、45分間の日本語基礎テストの筆記試験および面接を基に選抜されるAO入試である。一般試験は2021年度より廃止された。論文試験と面接に関しては、日本語と英語の2言語によって行われることになる。

### 進路
卒業生は、全員が学院長の推薦により慶應義塾大学に入学することができる。進学を希望する学部の選択は自由であるが、学院在学中の成績や出席状況等を考慮の上で決定される。また、理工学部、薬学部、医学部への進学を希望する場合には、あらかじめ第12学年時に理数系のコースを履修する必要がある。
卒業が6月のため、9月入学を実施している総合政策学部、環境情報学部、法学部への進学者は、9月に大学へ入学することができる。それ以外の7学部への進学者は、翌年4月の入学までは学部研修生として、日吉キャンパスで特別に開講される授業を履修することができる。
多くの卒業生は慶應義塾大学に進学するが、推薦を辞退して米国内の大学に進学する者もいる。過去の進学先には、コロンビア大学、シカゴ美術研究所、ジュリアード音楽院、イェール大学、ニューヨーク州立大学、ニューヨーク大学、バークリー音楽大学、ハーバード大学、ブラウン大学、マサチューセッツ工科大学などがある。

## 学校生活

### 生徒・クラス編成
男女共学。第9学年は30人、第10学年から第12学年はそれぞれ100人、合計350人の生徒が在学する。クラス制度は廃止され、今はK,E,Iの男子寮、O,N,Yの女子寮からなるハウス制度が採用されている。
生徒の入学前の居住地は、米国をはじめ、カナダ、メキシコ、キューバ、ベネズエラ、アルゼンチン、ブラジル、英国、フランス、ドイツ、イタリア、オランダ、ルクセンブルク、オーストラリア、ニュージーランド、パキスタン、中国、インドネシア、マレーシア、タイ、ミャンマー、グアテマラ、フィリピン、南アフリカ、韓国、日本、パナマなど多岐にわたるが、国籍はほとんどが日本である。

### 学期
米国の学校同様、9月上旬に新学期が開始し、6月上旬に終了する4学期制である（1学期：9月〜11月、2学期：11月～1月、3学期：1月〜3月、4学期：3月〜6月）。12月中旬から年末年始に約3週間の冬期休暇、4月中旬に約1週間の春期休暇、6月上旬から9月上旬に約2ヶ月半の夏期休暇。
新入生が学院独特のカリキュラムや寮生活に慣れるための期間として、入学前の8月下旬に、約10日間の日程でプリエントリーと称するプログラムが組まれている。

### カリキュラム
カリキュラムは日米両国の学習指導要綱に基づいており、授業で用いられる言語は10%が日本語、90%が英語である。また通常の教科とは別に、10年生まで英語もしくは日本語が苦手な生徒を対象にESL (English as a Second Language) および JSL (Japanese as a Second Language) と呼ばれる語学補習授業が設けられている。

### 校則
校則はアメリカの学校に近く、日本の学校より若干寛容な傾向があった。しかし今は制服を毎日着用。土曜は制服を着用する必要はないが、カラー（襟）がついている服のみ着用が認められている。。また、クロックスやサンダル、ジャージ、ジーンズの着用も禁止されている。（クロックスはバンドをかかとに固定させると、靴とみなされ着用可）体育の授業で体育着として着用するKEIOとプリントされたPEショーツやパーカーを、その後の授業でも着る学生が増えたため、新たに禁止になった。

### 愛唱歌（校歌）
学院設立15周年を記念して、塾歌とは別にニューヨーク学院独自の校歌を制作することとなり、シンガーソングライターの小田和正に依頼した。すると、小田自身が作詞・作曲した私立横浜創学館高等学校（横浜市金沢区）の愛唱歌『遥かな想い』を使用するように返答があった。そこで、『遥かな想い』を塾生などが中心となり英訳し、ニューヨーク学院の愛唱歌とされた。校歌を歌う機会は少なく、主に塾歌を歌うことになる。

### 施設
キャンパスのほぼ中央部に3階建ての校舎が建ち、教室、自然科学系の教室群、音楽室、美術室、コンピュータ室、視聴覚室、レクチャーホール、図書館、カウンセリング室、職員室、事務室等を擁する。その東側に体育館が隣接する。グラウンド全般は敷地の東側に位置する。北端に5棟の寮が、南端に2棟の寮が建っており、北側の寮には寮長の居が、南側の寮には保健室が併設されている。北側の寮と校舎の間に、2基の噴水が備わる広い池を望む形で松下ホールと呼ばれるカフェテリアがある。また、2016年度に南寮の横にスチューデントセンターが竣工した。一階は、ホールになっており、演説や集会を行うことができるようになっている。それ以外の施設として、ダンス部用の鏡張りの設備や、ロック部が使用する部室などが備わっている。また、スチューデントセンター建設に伴い、テニスコートが取り壊された。現在は隣接するマンハッタンビルカレッジのテニスコートを間借りして活動している。

### 課外活動
敷地内には、サッカーグラウンド、体育館が併設され、15を超える運動部がある。生徒会や寮委員会、文化祭実行委員会をはじめとした多数の委員会や、Creative workshop、書道部、数学部、茶道部など10以上のクラブ活動も盛んである。主にサッカー部が強豪として知られており、ニューヨーク州のステートチャンピオンに過去4度輝いている。特に近年の活躍はめざましく、2001年と2002年の連覇をはさみ2004年にも州大会優勝、2005年には惜敗したものの準優勝を成し遂げている。蹴球部はかつて全米8位となり、オールアメリカンのメンバーとなる選手も輩出しており、慶應義塾大学蹴球部へ進む者も多い。最近では野球部の活躍もニューヨーク州で注目されるようになった。2007年には慶應NY創立史上初となるニューヨーク州ステートチャンピオンシップに出場し、準優勝に輝いた。
祥風祭（文化祭）、体育祭、美術館や博物館での課外授業、音楽授業の延長である秋春のコンサート、ブロードウェイでのミュージカル鑑賞、ショッピングモールへの買い物ツアー、クリスマス・バレンタイン・卒業パーティー、の他多数のイベントが、学院や寮、放送部、委員会などによって主催される。特に、パーティーや体育祭などは生徒を主体として作り上げられていく。

### 寮
キャンパス内に350人が生活できる男女別の6棟の寮があり、生徒の大部分が親元を離れ寝食を共にしている。各部屋を2人で共有する。寮内には共用バスルーム、ランドリー、ウェイトトレーニングルーム、ラウンジ、ソフトドリンクや軽食の自動販売機がある。各棟にはスーパーバイザーが1名ずつ置かれている。食事は松下ホールで摂るが、ピザや中華料理などの出前を取ることもできる。
平日は原則としてキャンパス外への外出は禁止されているが、週末は学院が認める近郊の市街地に自由に出かけることができる。ただしマンハッタンへの外出は認められていない。
なお、自宅通学が可能で入寮を希望しない1割程度の生徒は、学院が手配するスクールバスにて通学する。

## 報道
2021年4月、NY学院高等部の生徒と慶應義塾大学の学生ら5人が同年2月に大麻取締法違反容疑等で日本の警視庁に逮捕されていたことが明らかになった。同NY学院や慶應大はこの事件について公表していなかった。

## 著名な出身者

### 放送
- 新井麻希（元TBSアナウンサー、フリーアナウンサー）
- 大槻瞳（長野朝日放送アナウンサー）
- 細貝沙羅（フジテレビ社員、元同局アナウンサー）
- 仲谷亜希子（元福岡放送アナウンサー、フリーアナウンサー）
- 藤井弘輝（フジテレビアナウンサー）
- 小川健太（CBCテレビ報道部記者、元同局アナウンサー）
- 林克征（テレビ東京イベントプロデューサー、元アナウンサー）

### 音楽
- Ryuga（まるりとりゅうが ボーカル・ギター）
- YU（I Don't Like Mondays. ボーカル）
- Jewels（ラッパー、Heartsdales）
- 秀島史香 (DJ)
- 青木カレン（ジャズボーカリスト・作詞家・作曲家）

### 芸能
- 末吉里花（タレント・リポーター）
- 小島くるみ（タレント）
- 古川雄輝（俳優）
- 池端えみ（女優）

### その他
- 須賀川拓（ジャーナリスト・特派員）
- 平野紗季子（随筆家、フードエッセイスト、フードディレクター）
- 水野新太郎（実業家）
- 尾崎圭司（テコンドー選手、プロキックボクサー、元フィンスイミング選手）※中退
- 森勉（実業家・ファッションデザイナー）※中退